# Dogoni
Dogoni su etnička grupa koja živi u središnjoj visoravni Malija, južno od zavoja Nigera u oblasti Bandiagara, pokrajina Mopti. Ima ih od 400.000-800.000 i koriste se dogonskih jezika.
Najpoznatiji su po svojoj mitologiji, plesovima s maskama, drvenim skulpturama i jedinstvenoj arhitekturi. Tako je selo Sangha ili Songo je slavno po trogodišnjem obredu obrezivanja i slikama na stijenama. Dogoni seljaci su u ovo područje došli u 15. i 16. stoljeću, gdje su zatekli jedinstvenu arhitekturu naroda Tellem s kolibama ravnih krovova i kružnim žitnicama sa slamnatim |kupolama i grobljima na liticama. Dogoni su prihvatili i unaprijedili njihovu kulturu simboličnog odnosa s okolišem, kao što je pripitomljavanje krokodila, blijedih lisica i šakala, te raskošna izrada maski, pokrivala za glave i ritualnih plesova.
Velike obitelji uglavnom stanuju u dvokatnicama bez prozora, ali ukrašena nizom niša i s dvoja vrata, često ukrašena isklesanim redovima muških i ženskih likova koji simboliziraju obitelji prijašnje generacije. Žene bi privremeno bile isključene iz domaćinstva tijekom menstruacije, za što su služile jedna ili dvije kružne ženske kuće na jednom kraju sela. Razlika između spolova je također naglašena veličinom žitnica. Posebna područja su rezervirana za tradicionalna svetišta, velike raznolikosti oblika. Neki, u špiljama, su vjerojatno ritualna mjesta Tellem kulta, dok su druga, građena banco tehnikom (vrsta adobea), u skladu s nekoliko tipova arhitekture. Najvišu častu selu ima Hogon, svećenik koji radi za nekoliko sela; živi sam i njegov izvor inspiracije je zmija, čiji je totem često oblikovan u blizini vrata njegovog stana. Najstarija džamija (Islam se snažno razvio u zemlji Dogona tijekom 19. stoljeća) je djelo domaćih zidara i nalazi se uz togu-na, tradicionalnu malenu vijećnicu u kojoj su vijećali muškarci.
U posljednjem stoljeću Dogoni bilježe velike promjene u društvenoj organizaciji, kulturi i svojim vjerovanjima. Djelomice zbog toga što je zemlja Dogona (Litice Bandiagare) postala jednom od najvećih turističkih atrakcija Malija.
Dogoni su također poznati po mitologiji vezanoj uz zvijezdu Sirius, nevidljivu golim okom sa Zemlje, što je izvor špekulacija o drevnim kontaktima s izvanzemaljcima.
- Ceremonijalni ples na štulama
- Hogon
- Dogonska džamija i minaret od blata ispred Tellemskog naselja
- Dogonsko selo Sangha
- Togu-na

## Vanjske poveznice
- Službena turistička stranica Zemlje Dogona
- Opće informacije o Dogonima s "Metaphysical and Science Website" (engl.)